# تاریخ گاه‌شماری

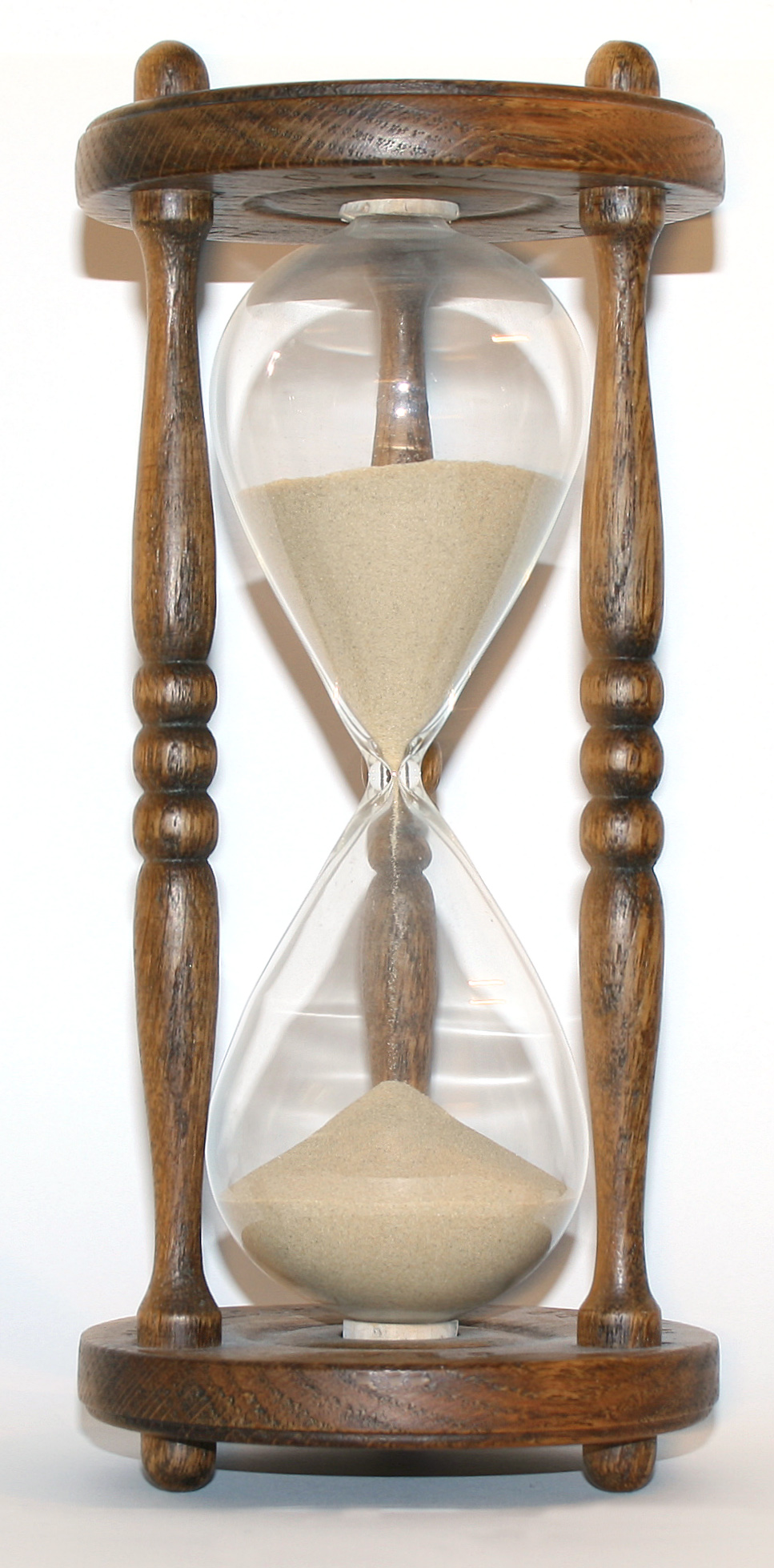
ساعت شنی

تاریخ گاه‌شماری(به انگلیسی: History of calendars) به بررسی آغاز و سیر تحول گاه‌شماری (تقویم) برای نگهداری زمان (سال و تقسیمات آن) در تاریخ بشر می‌پردازد.
آغاز تقویم را باید با شروع دوره تاریخی و زندگی اجتماعی و کشاورزی بشر و نیاز او برای تعیین زمانبندی کشاورزی دانست. بشر اولیه با مقایسه و محاسبه پدیده‌های متوالی و منظم طبیعی مانند حرکت اجرام آسمانی و آثار آن به تقویم اولیه دست یافت. از میان پدیده‌های طبیعی تکرار منظم شب و روز، تغییر تناوبی اهله ماه و تغییر تناوبی فصول گرم و سرد، پیشتر از هر چیز مورد توجه بشر اولیه بود. تغییر تناوبی اهله قمر بیشتر نظر انسان را به خود جلب کرد از این رو، تقویم قمری را می‌توان نخستین تقویم مدون دانست و طبق شواهد ثبت اهله قمر توسط بشر قدمتی حداقل ۳۰۰۰۰ ساله دارد. از نظر تاریخی شکل دوم تقویم قمری-خورشیدی و شکل مدرن آن تقویم خورشیدی است. پیدایش هفته را نیز معمولاً بخاطر فواصل ۷ روزه بین اهله چهارگانه (۴ تربیع) یک ماه قمری می‌دانند. سپس کلدانیان هر روز هفته را با یکی از اجرام هفتگانه (خورشید و ماه و سیارات نمایان) نامگذاری کردند. بابلی‌ها روز آخر هفته (شنبه) را نحس و تعطیل می‌دانستند؛ و بعضی هفته را از فرامین آمده از یهود می‌دانند. مصری‌ها از ۴۲۴۱ قبل از میلاد اولین بار از تقویم خورشیدی برای سالشماری استفاده کردند و بابلی‌ها با توجه به ماه‌های قمری آن را دوازده قسمت یا ۱۲ماه (و حدوداً در هر سه سال یکبار ۱۳ماه) تقسیم کردند (تقویم خورشیدی-قمری). سپس مصری‌ها تقویم خورشیدی را کمال بخشیدند. ابتدا یکسال ۳۶۰ روزه (۱۲ماه ۳۰روزه) داشتند سپس با محاسبه دقیقتر به آخر آن ۵ روز افزودند. سپس در تقویم ژولینی (یا تقویم میلادی قدیم) در ۴۵ قبل از میلاد و سپس دوره میلادی، کسر یک چهارم روز نیز در محاسبه سال در نظر گرفته شد. پس از آن دقیقترین تقویم در احتساب کسر دقیق سال را می‌توان تقویم جلالی ایرانی (۴۷۱ قمری / ۱۰۷۹ میلادی) دانست. در سال ۱۵۸۲ تقویم میلادی (تقویم گریگوری یا میلادی جدید) نیز مانند تقویم جلالی تا حدودی محاسبات خود را از پیش دقیقتر کرد. اما هنوز تقویم هجری خورشیدی (برگرفته و ادامه جلالی) دقیقترین تقویم جهان است. تقویم مسلمانان و یهودیان نیز دو تقویم قمری اند که از بدو پیدایش این دو دین به وجود آمدند. قدیمی‌ترین تقویم ایرانی تقویم فرس ۳۶۵ روزه با مبدأ سال ۵۰۲۵ قبل از میلاد است که با تقویم باستانی مصر مشابه بود.

## ابزارها و روش‌های سنجش زمان و تقویم
ابزارهای سنجش زمان برای تولید تقویم یا روزنامک بکار گرفته می‌شده حدود شش قرن قبل از میلاد، بابلی‌ها «در عصر امپراطوری دوم» چند مورد ابداعی از خود به جای گذاشته‌اند که امروزه نیز مورد استفاده کلیه کشورهاست. مرسوم داشتن هفت روز هفته و تعیین عدد پایه ۶۰ برای ساعت، احتمالاً از یادگارهای تمدن میان رودان (بابلی) است. آن‌ها باور داشتند که عدد ۶۰ به اعداد ۱، ۲، ۳، ۵، ۶، ۱۰، ۱۵، ۲۰، ۳۰ قابل تقسیم است؛ لذا، این عدد را پایه در نظر گرفته و مبنای تقسیم‌بندی ساعت قرار دادند. همچنین تقسیم‌بندی دایره به ۳۶۰ درجه «مضربی از ۶۰» از کارهای بابلی‌ها است.

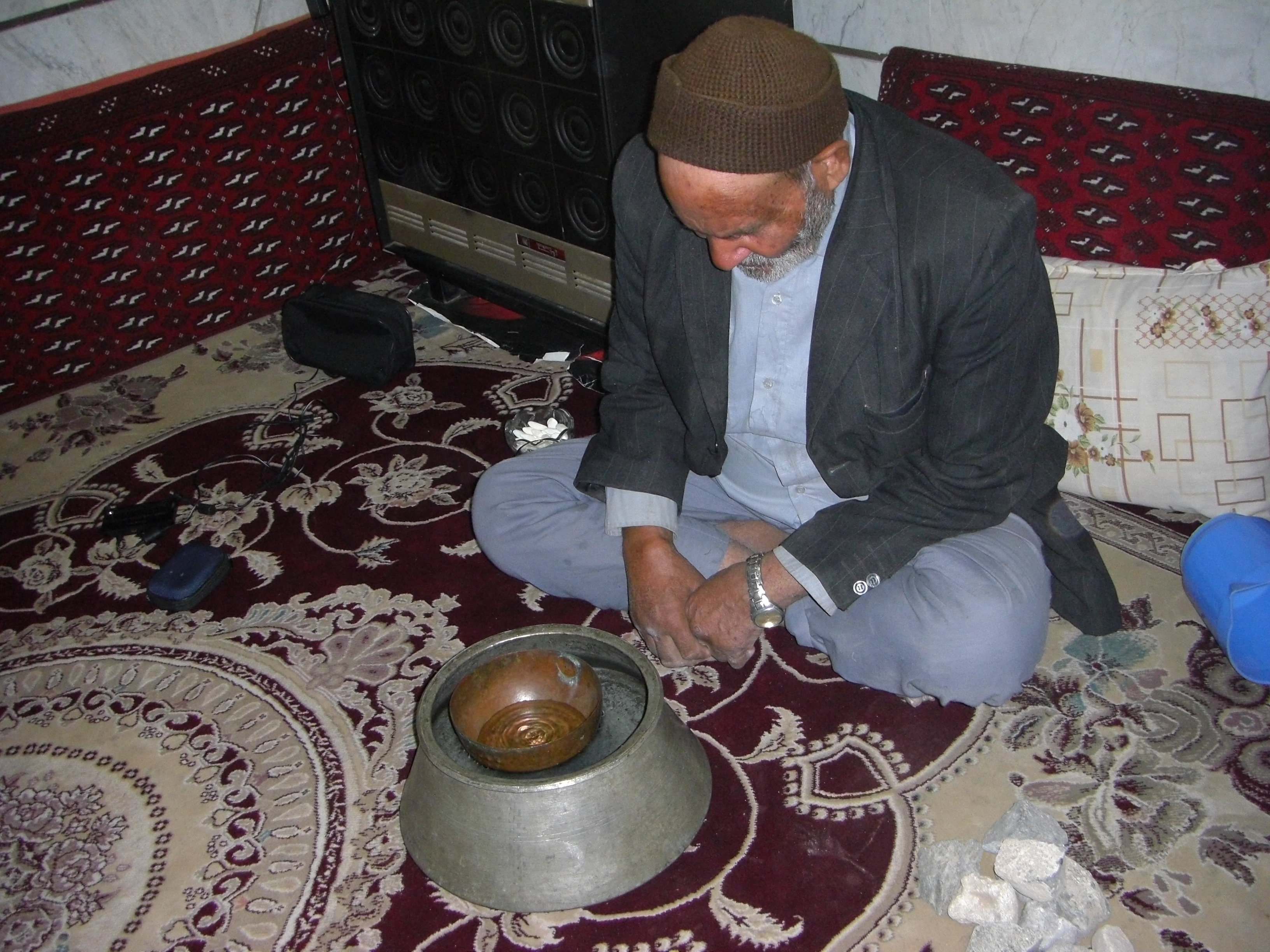
بازسازی مدیریت ساعت آبی زیبد توسط یک میرآب واقعی

یکی از اولین ابزارهای سنجش زمان ساعت آبی بوده‌است که احتمال داده می‌شود در ایران اختراع شده باشد.
از حدود ۴ هزار سال قبل نشانه‌هایی از استفاده از ابزار برای سنجش زمان مشاهده شده‌است. در مصر - ایران - عراق - هند و تمدن‌های قدیم ابزارهایی پیدا شده که باستان شناسان می‌گویند برای سنجش زمان بوده‌است. اما بنظر بیشتر پژوهشگران این ابزارها برای سنجش زمان نبوده بلکه بیشتر جنبه مذهبی و دینی داشته‌است. ساعت وسیله‌ای برای اندازه‌گیری زمان است. ساعت با فرم نوینش (۲۴ ساعتی) از قرن پانزدهم مورد استفاده بوده و در یک قرن گذشته رواج عمومی پیدا کرده‌است.
ساعت آبی یکی از فن‌های مهم علمی است که کاربرد میدانی دقیقی داشته و از چند هزار سال پیش تا ۵۰ سال قبل در بسیاری از مناطق ایران استفاده مستمر داشته‌است. فنجان یا ساعت آبی ابزار و تکنیک بسیار ساده و در عین حال بسیار مهم و حیاتی در زندگی و کارکرد عملی مردم داشته‌است.

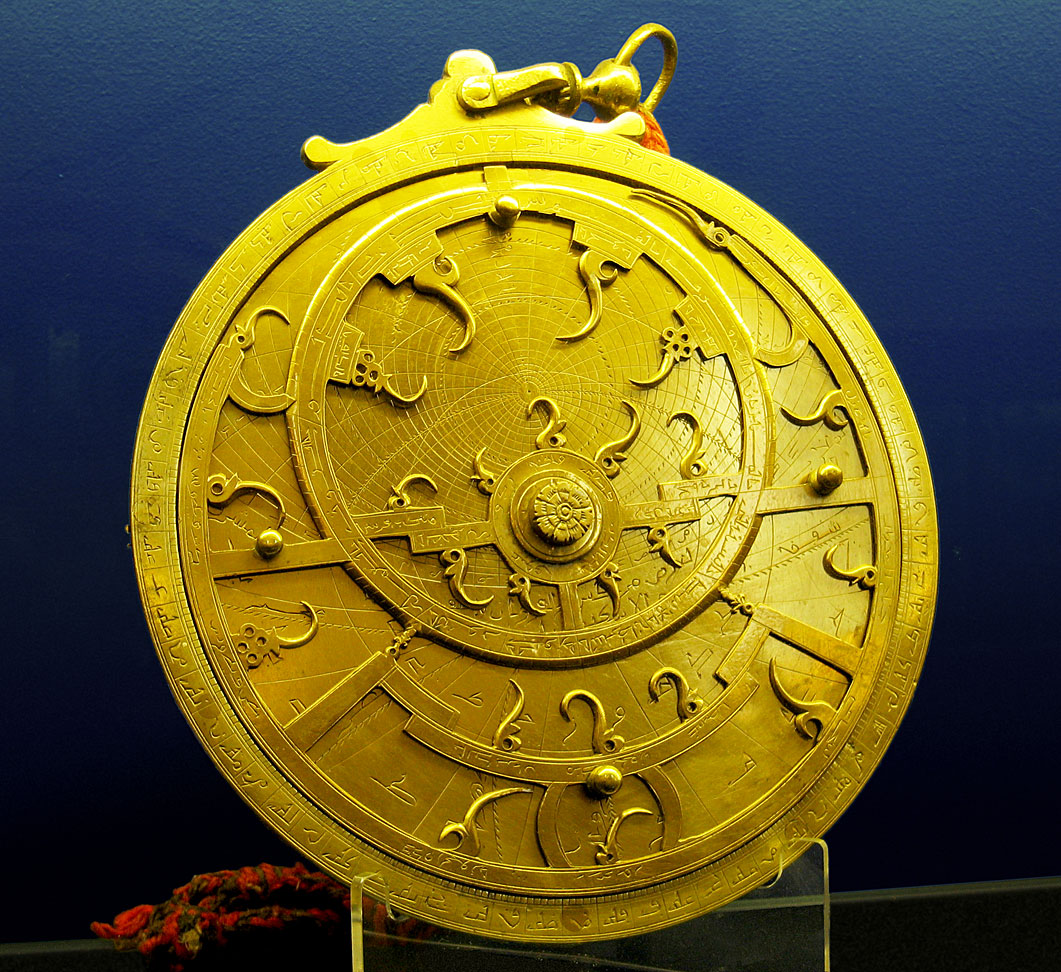
اسطرلاب ایرانی متعلق به سده هجدهم میلادی که سازنده آن نامشخص است. صفحه گرد کوچکتر دارای ۱۳ میخچه یا پیکانک کمانی شکل است. این اسطرلاب در موزه تاریخ علم کمبریج نگهداری می‌شود.

استاریاب (اسطرلاب) که به محاسبه حرکت ستارگان و خورشید می‌پردازد از نظر علمی ابزار دقیقتری است که بازه زمانی گسترده‌تری را محاسبه و ردیابی می‌کند و نقش مهمی در توسعه تقویم و سالشماری‌ها را داشته‌است. این ابزار در طالع بینی و اختربینی هم بکار می‌رود.